# Joseph Arthaud
Pour les articles homonymes, voir Arthaud.
Joseph Arthaud, né le 13 juin 1813 à Lyon et mort le 17 mars 1883 dans la même ville est un médecin, psychiatre et professeur de médecine français. 

## Biographie
Enfant de père inconnu, il est élevé par sa mère, responsable d'un atelier de broderie lyonnais. Elle l'encourage dans ses projets d'études : trop jeune pour être accepté en classe de philosophie au Collège royal de Lyon,  il entre  d'abord à l’École de médecine et ne fait sa philosophie qu'en 1828, recevant comme ses amis Antoine Bouchacourt et Frédéric Ozanam l'enseignement de l'abbé Noirot. Il prépare ensuite, le concours de l’internat de l'hospice de l'Antiquaille ouvert pour la nomination d'un chirurgien  titulaire et de deux suppléants. Il le réussit, en février 1831, obtenant le titre, tandis que son ami Antoine Bouchacourt et Ariste Potton sont nommés suppléants. C'est là qu'il découvre le service des aliénés.   Entre 1832 et 1835, il est à Paris pour achever ses études médicales et obtenir son doctorat. Il est alors élève de l'aliéniste Jean-Pierre Falret, mais aussi d'Auguste Chomel et de  Pierre-Charles Alexandre Louis .
Revenu à Lyon, il est médecin suppléant à l'hôpital Saint-Jean-de-Dieu de 1835 à 1842 puis médecin adjoint au quartier des aliénés de l'hospice de l'Antiquaille (1842) dont il prend la direction de 1849 à 1876. 
C'est comme médecin chef de cet établissement qu'il reçoit en 1860 du ministre de l’Intérieur l'ordre de mission de se rendre à Morzine où a lieu à partir de 1857 une singulière épidémie d'accès de convulsions devenant de véritables crises démoniaques avec rage, fureur, blasphèmes et délire spécial etc. Ses observations sur ces malades, appelées possédées de Morzine, font l'objet d'un article paru en 1861 dans les « Annales de la Société Impériale de Médecine de Lyon ». 
Son intérêt pour l'organisation de la psychiatrie et l'état vétuste de l'hospice de l'Antiquaille le poussent à demander la création d'un nouvel hôpital psychiatrique conformément à la loi de 1838 qui impose de soigner les aliénés de toutes leurs maladies, y compris chirurgicales. Ce n'est qu'après de très longues années de combat qu'il obtient en 1868 du Conseil général du Rhône la décision de construire un nouvel asile, celui actuellement connu sous le nom de Centre hospitalier Le Vinatier à Bron. Le transfert de 1 050 malades de l'Antiquaille n'est opéré qu'en décembre 1876 quand l’asile du Vinatier ouvre ses portes, avec Arthaud comme directeur et seul médecin.
Véritable pionnier de la psychiatrie, il est le premier professeur de clinique des maladies mentales, d'abord à l'école de médecine de Lyon, puis, dès sa création  en 1877, à la faculté de médecine de Lyon. Victime et peiné de la jalousie de ses confrères, Joseph Arthaud finit par quitter son poste. Il se retire de la vie publique, avant de décéder en mars 1883.
Il est également un catholique militant. Affilié à la Société Saint Vincent de Paul lors de son séjour à Paris, il contribue à la fonder à Lyon dès août 1836 et il est président du conseil central de Lyon de 1838 à 1849. Il participe également à l'œuvre lyonnaise de la Propagation de la foi.
Ami du peintre Louis Janmot, il serait la source d'inspiration de ce dernier pour le personnage de Saint Matthieu (le cinquième à partir de la gauche) de la fresque de l'Antiquaille La Cène.
Joseph Arthaud se marie en 1838 avec Marie Girard (1814-1891), le couple a eu quatre enfants, Françoise, Pothin, Claude et Emmanuel.

## Publications
- Du siège et de la nature des maladies mentales. (Thèse). Édition, Paris, 22 août 1835
- Examen médico-légal des faits relatifs au procès criminel de Jobard, Paris, V. Masson, 1852
- Observations de crétinisme, Lyon, impr. A. Vingtrinier, 1854
- Réflexions sur l'état mental de C. Feuillet, condamné par la cour d'assises pour crimes d'empoisonnement, Lyon, impr. A. Vingtrinier, 1854
- Relation d'une hystéro-démonopathie épidémique observée à Morzine (Haute-Savoie), Lyon, impr. A. Vingtrinier, seconde édition, 1862
- De la possibilité et de la convenance de faire sortir certaines catégories d'aliénés des asiles spéciaux et de les placer soit dans des exploitations agricoles, soit dans leurs propres familles, lu au Congrès médical de Lyon, le 1er octobre 1864, Lyon, impr. Vingtrinier, 1865
- De l'état mental des épileptiques au point de vue médico-légal, Lyon, impr. A. Vingtrinier, 1867
- De l'Assistance publique des malades à domicile et dans les hôpitaux, Lyon, impr. A. Vingtrinier, 1868
- Du Bromure de potassium dans le traitement de l'épilepsie, Lyon,  impr. A. Vingtrinier, 1870
- L'Asile départemental de Bron, Lyon, impr. A. Vingtrinier, 1874

## Distinction
- 1863 : chevalier de la Légion d'honneur[9].